# Pierre Even
Pierre Even (Wiesbaden, 4 de diciembre de 1946) es un compositor e historiador luxemburgués.

## Biografía
Es de origen de Beaufort (Luxemburgo) y de Metz (Francia). Estudios de piano y de composición en 1959-1965 en Wiesbaden (con Karl-Wilhelm Brühl) y música sagrada en Maguncia en 1969-1973 (con Diethard Hellmann).
Desde 1966 estrenos de música de orquesta, música de cámara y música sagrada, entre otros: Agnus Dei, para las víctimas del 11 de marzo de 2004 en Madrid para voz aguda y órgano (2004), Tango para los oídos (2005), Dithyrambus für Streicher (1966), Trio für Flöte, Klarinette und Fagott (2001), Neuf caractères pour violon et piano (2004), Sonate für Violoncello und Klavier (2004), obras diversas para órgano (desde 1966), para coros (desde 1971), 2 cantatas (1971/1972), Pastorale für vier Posaunen (2002).